# فولویو ملیا
 فولویو ملیا (انگلیسی: Fulvio Melia؛ زاده ۲ اوت ۱۹۵۶) یک دانشمند در زمینه اخترفیزیک اهل ایتالیا
ایالات متحده آمریکا است.